# Alexander Mackenzie (componist)
Alexander Campbell Mackenzie (Edinburgh, 22 augustus 1847 – Londen, 28 april 1935) was een Schots componist, violist, pianist en dirigent.
Mackenzie schreef werken voor koor, viool, opera, toneel, kamermuziek en voor de kerk. Hij is vooral bekend geworden als componist van diverse koorwerken, die hij ter gelegenheid van muziekfeesten componeerde. Zijn werken staan onder invloed van Mendelssohn en Liszt en bevat een behoorlijke dosis humor, zoals te horen is in de ouverture Brittania.
Hij componeerde de opera's Colomba en The Troubadour, de operette His Majesty, een aantal "Schotse rapsodieën" en vele andere werken. Zijn bekendste stuk destijds was het pianoconcerto Scottish Concerto. Pas in 1998 werd dit stuk voor het eerst op een geluidsdrager vastgelegd, in de serie The Romantic Piano Concerto van Hyperion door pianist Steven Osborne.
Hij gold in het Verenigd Koninkrijk ook als een belangrijk dirigent. Hij genoot veel bekendheid in Europa en was bevriend met onder anderen Franz Liszt en Hans von Bülow. Hij werd vaak onderscheiden – hij kreeg zeven eredoctoraten – en werd in 1895 geadeld.

## Scottish Concerto
Muziekuitgeverijen en het grote publiek waren in het Verenigd Koninkrijk van de 19e eeuw niet geïnteresseerd in Britse componisten en zeker niet in pianoconcerten van Britse bodem. Alleen Duitse componisten of componisten van Duitse komaf telden. Mackenzie heeft zijn (enige) pianoconcert uitgegeven in Duitsland omdat in Engeland geen enkele muziekuitgeverij het wilde uitgeven. Maar in 1914 was ook dat afgelopen, want alle drukplaten in Duitsland werden omgesmolten tot kogels en de weinige exemplaren die er van het Scottish Concerto, zoals het pianoconcert heet, van Mackenzie waren, kregen verzamelwaarde.
De première van het Scottish Concerto was in 1897 en werd uitgevoerd door Jan Paderewski. Ook Ferruccio Busoni heeft het verschillende keren uitgevoerd en erg gepromoot, maar van een echte doorbraak was geen sprake. Het Scottish Concerto is zeer Schots. Het is gebaseerd op drie bekende en oude Schotse liedjes en becommentarieert het karakter van die liedjes alsook de inhoud van de verschillende coupletteksten. Achtereenvolgens zijn het: The Reel of Tulloch, een oud doedelzak-thema afkomstig van de vogelvrij verklaarde MacGregor Clan, The Waulking Of The Fauld, waarmee het langzame deel begint, en Green Grow The Rashes O in het laatste deel, een heel blij liefdesliedje uitgevoerd als een dans.

## Biografie

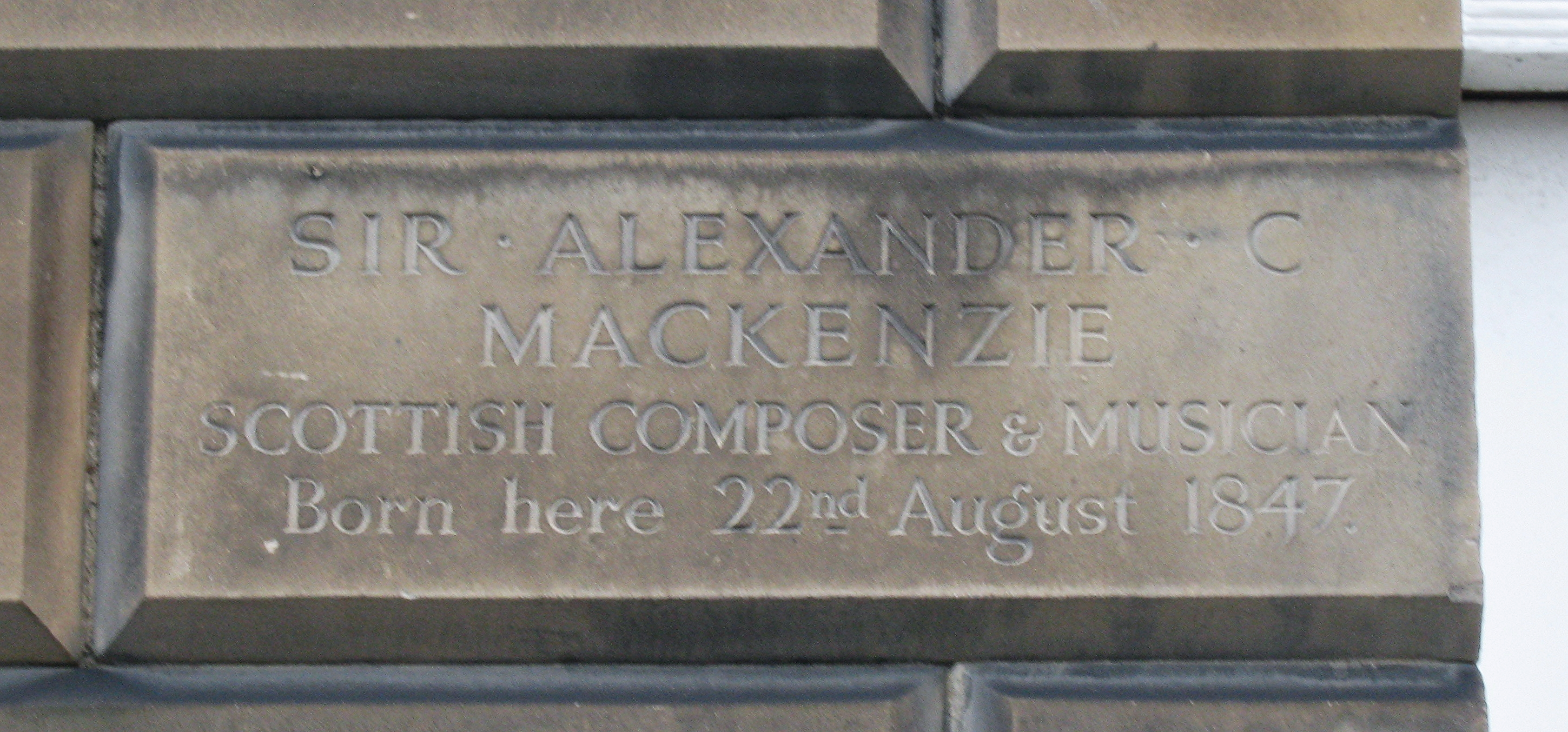
Inscriptie tegel geboortehuis Alexander Mackenzie in Edinburgh

Mackenzie studeerde in Sondershausen en daarna in Londen aan de Royal Academy of Music, andere meer bij Charles Lucas. Als student leerde Mackenzie het pianometier in het theater, waar hij voor een paar centen urenlang artiesten moest begeleiden om als student zijn hoofd boven water te kunnen houden.
Tot 1924 was hij directeur van de Royal Academy of Music in Londen en voerde veel belangrijke hervormingen door die voor het instituut van groot belang zijn geweest. Hij volgde daar in 1888 George Macfarren op.
Hij was verplicht heel hard te werken en dit benadeelde zijn gezondheid zodanig dat hij tien jaar lang, daartoe in staat gesteld door verschillende beurzen, in Florence moest verblijven en zich alleen aan de compositie kon wijden. In 1886 keerde hij terug naar Groot-Brittannië en vestigde hij zich in Londen.
In 1927 publiceerde Mackenzie zijn autobiografie, A Musician's Narrative. Hij overleed op 28 april 1935 in Londen en werd begraven in Edinburgh.
- Bibliothèque nationale de France: cb13947481k (data)
- Gemeinsame Normdatei: 116644729
- International Standard Name Identifier: 0000 0001 2017 839X
- Library of Congress Control Number: n83066583
- Nationale Bibliotheek van Letland: 000100660
- MusicBrainz: 04fb2fd5-0aa9-4c7f-b1d4-068edfd0458a
- Nationale Bibliotheek van Tsjechië: mzk2011647704
- Nationale Bibliotheek van Israël: 987007284214305171
- Nederlandse Thesaurus van Auteursnamen: 168018772
- SNAC: w6b85kn4
- Système universitaire de documentation: 157617084
- Trove: 1052542
- Virtual International Authority File: 44490423
- WorldCat: E39PBJdcDt3vYRwtH8YkFBV9jC